# Присяга для евреев
Присяга More Judaico (еврейская клятва) была особой формой присяги, которую евреи должны были давать в судах средневековой Европы. Эта присяга сопровождала определенные церемонии и нередко носила намеренно унизительный характер или влекла за собой опасность. More Judaico на латыни означает «по еврейскому обычаю». Вопрос о надежности присяги евреев был тесно связан со значением, которое христианские власти приписывали молитве Кол нидрей, которую евреи читают на Йом Кипур, и в целом введение этой присяги было характерным показателем отношения государств средневековья к своим подданным — евреям.
Самоопределение Церкви и государства, как представляется, вынуждало иметь различные формулы для тех, кто находился вне государственной церкви.

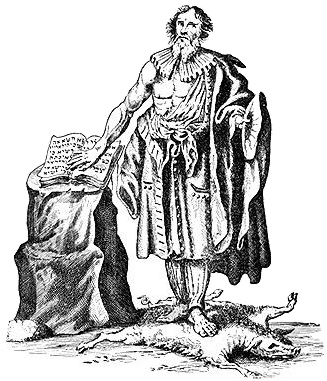
Рисунок XVII в. Еврей, приносящий еврейскую присягу в Германии.

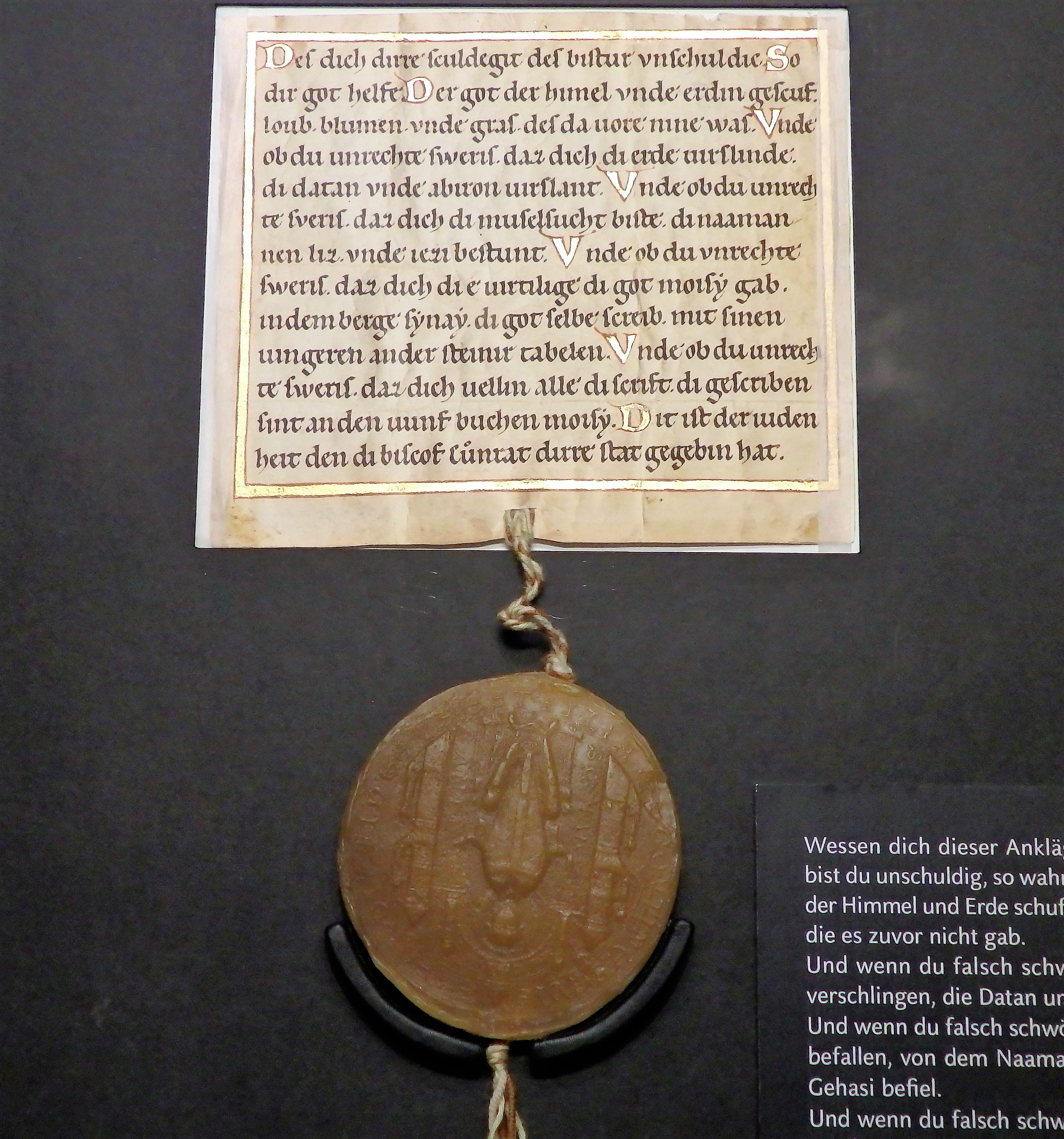
Эрфуртская присяга для евреев, Старая синагога, Эрфурт

## Историческое развитие
Ограничения, введённые по отношению к евреям во время участия в судебных разбирательствах с христианами, восходят к Византийской империи времён правления Юстиниана I, который постановил, что ни евреи, ни еретики не могут быть допущены в суд в качестве свидетелей против христиан, однако светский суд не признал этого ограничения. Таким образом, руководство каролингских королей в IX в. предписывало относиться к евреям и христианам как к равным, а следовательно и показания их имели юридическую силу, независимо от того, были они даны под присягой или нет. Это было четко указано в грамоте, переданной римским императором Генрихом IV евреям Шпайера в 1090 г. Закон князя Фридриха II (1244), послуживший моделью для многих других законов для евреев, требовал от евреев лишь клятвы «super Rodal» (Торой). Подобные законы существовали в Англии, Португалии и Венгрии; Венгрия отменила присягу на Торе в тривиальных случаях.
Были, однако, некоторые старые законы, предписывавшие определенные действия, предназначенные для насмешки над евреями в суде. Вот примеры, иллюстрирующие виды унизительных ритуалов, которыми сопровождалось принятие присяги:
- Византийская империя (X век): еврей должен был надеть терновый венец вокруг пояса, стоять в воде и присягать на «Barase Baraa» (Книге Бытия), чтобы, если он говорит неправду, его поглотила земля подобно Дафану и Авирону в Книге Чисел (Чис. 16:1–27).
- Арль (ок. 1150): на шею присягавшего вешали терновый венок, другие припадали к его коленям, между ног свидетеля ставили шип длиной в пять локтей, в то время как тот клялся и призывал на себя все проклятия Торы.
- Швабия (XIII век): еврей должен был стоять на окровавленной шкуре ягнёнка.
- Силезия (1422): еврей должен был стоять на трёх ножках стула и платить штраф каждый раз, когда падал, и если падал в четвёртый раз — проигрывал дело.
- Дортмунд: еврея штрафовали каждый раз, когда он останавливался, читая клятву.